# 이윤찬
이윤찬은 대한민국의 가수다. 본래 '24일'이라는 3인조 밴드였으나, 원 맨 밴드 '데이먼'으로 재편 후 솔로로 전향했다. 2009년 킹콩을 들다 OST '설레임'으로 데뷔했다.

## 방송
- 락쿵 (2022) - Top47